# Forte de Arpim
O Forte de Arpim encontra-se na freguesia de Bucelas, no Município de Loures, Distrito de Lisboa. Foi construído durante a Guerra Peninsular, fazendo parte da primeira das três Linhas defensivas de Torres Vedras destinadas a proteger Lisboa, capital de Portugal, da invasão francesa. O forte, que nunca viu batalha, foi restaurado e pode ser visitado.